# Krossnes

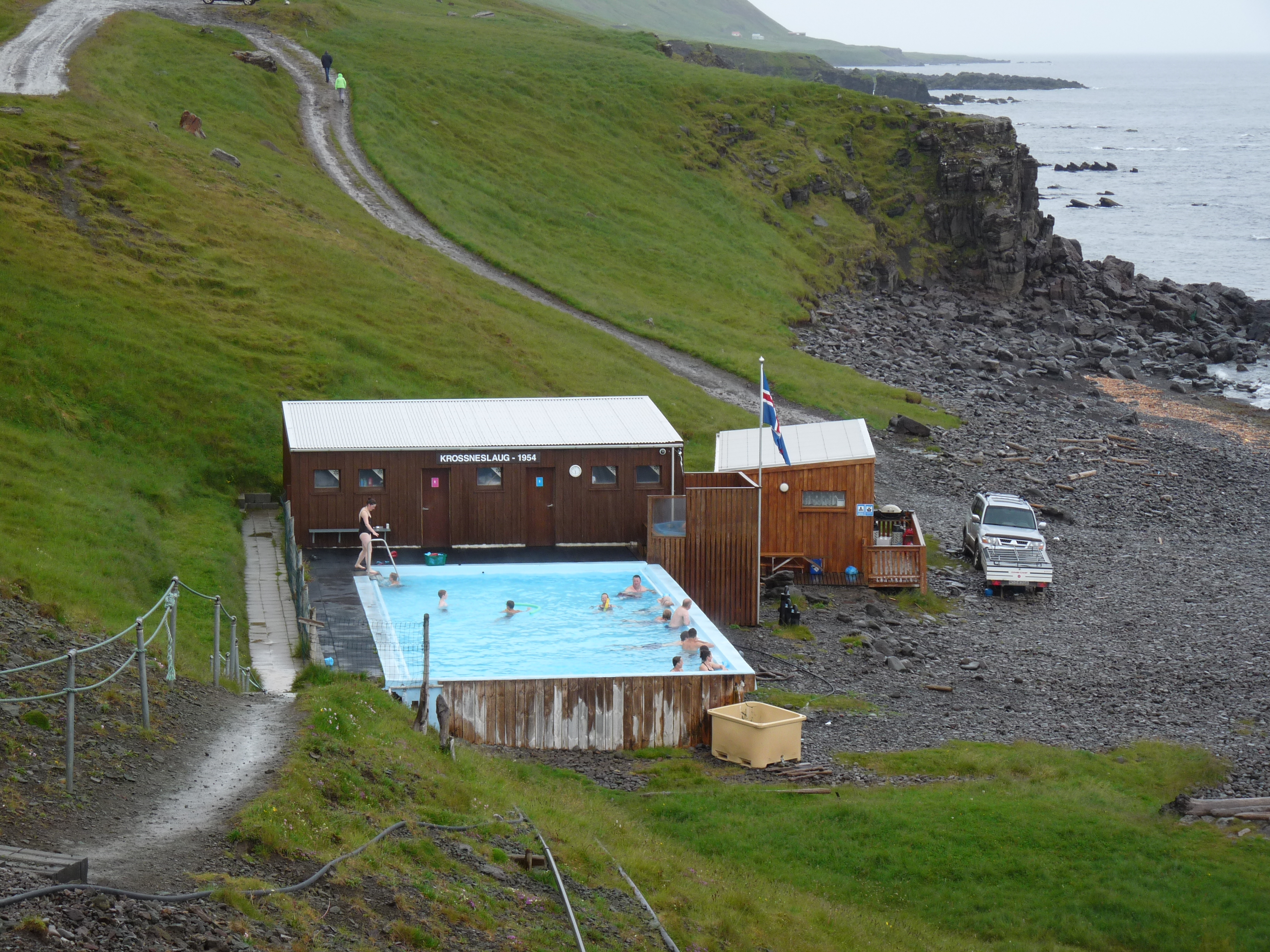
La piscine et son bâtiment.

Krossnes est un hameau situé sur le promontoire du même nom au-dessus du fjord de Norðurfjörður, dans la commune d'Árneshreppur, dans le comté de Strandasýsla dans la région des Vestfirðir en Islande.
Le lieu est particulièrement connu pour la piscine de Krossneslaug, qui comporte un bassin extérieur de 12,5 × 6 mètres inauguré en 1954, situé à seulement quelques mètres de l’océan Atlantique Nord. Elle est alimentée par l'eau d'une source thermale proche. Le bâtiment comporte des vestiaires séparés avec douches et toilettes.
La baignade est possible toute l'année et coûte 700 kr. par personne. Le paiement par carte de crédit est également possible. Si le propriétaire n'est pas présent sur le site, il est possible de déposer l'argent dans une boîte expressément conçue.
La piscine permet aux écoliers d'Árneshreppur de profiter de cours de natation.

## Accessibilité
Le lieu est extrêmement isolé et desservi par voie terrestre uniquement par la route 643, qui relie Árnes au bourg de Hólmavík. Ce chemin long de 92 kilomètres, en majeure partie non bitumé, n'est pas entretenu du 1er janvier au 31 mars et est par conséquent impraticable pendant cette période. À noter que cette route sans issue se termine au hameau de Fell, quelques kilomètres seulement après Krossnes.
L'aérodrome de Gjögur dessert la région à raison d'un vol par semaine en été et de deux vols en hiver.